# Hilara vinnensis
Hilara vinnensis är en tvåvingeart som beskrevs av Straka 1976. Hilara vinnensis ingår i släktet Hilara och familjen dansflugor. Inga underarter finns listade i Catalogue of Life.